# ونیار (هریس)
ونیار یکی از روستاهای استان آذربایجان شرقی است که در دهستان مواضع‌خان شرقی بخش خواجه شهرستان هریس واقع شده‌ است. در کنار این روستا یک پل تاریخی قرار داشت که در ابتدای دهه ۹۰ خورشیدی و به فرمان علیرضا نوین کار ساخت و راه‌اندازی سد شهید مدنی در پشت بلندی‌های سرخاب تبریز آغاز شد و چون بیم آن می‌رفت پس از آبگیری سد ، سازه پل ونیار زیر آب بماند مدیران وابسته بصورت شبانه و پنهانی پل ونیار را با مواد منفجره نابود و ویران ساختند و پس از نابودی این پل تاریخی روشن شد که آبگیری سد هرگز روی نخواهد داد زیرا با کارشناسی صورت گرفته معلوم شد با آبگیری سد شهید مدنی گسل زمین‌لرزه شمالی تبریز فعال خواهد شد بنابراین نه تنها هزینه‌های ساخت و راه‌اندازی سد هدر رفت بلکه بدلیل ساخت آن آب بند نافرجام شهر تبریز یکی از پل‌های تاریخی خود را از دست داد

## جاذبه های گردشگری
- پل ونیار